# Château de Soupex
Le château de Soupex est un château situé au centre de la commune de Soupex dans le département de l'Aude en région Occitanie.
Il sert notamment de cadre au roman de Jean-Côme Noguès, Le Faucon déniché (1972). 

## Historique
Les fondations du bâtiment datent au moins du début du XIIIe siècle puisque le seigneur du lieu Guilhem Arnaud de Soupex (Guillelmus Arnaldi de Sopeis) est explicitement mentionné dès 1214; il fut en effet choisi pour enquêter et servir d'arbitre lors d'une controverse juridiqueopposant l'abbaye Sainte-Marie de Lagrasse et Simon IV de Montfort, chef de la croisade contre les Albigeois.